# Penzing (Wiener Bezirksteil)

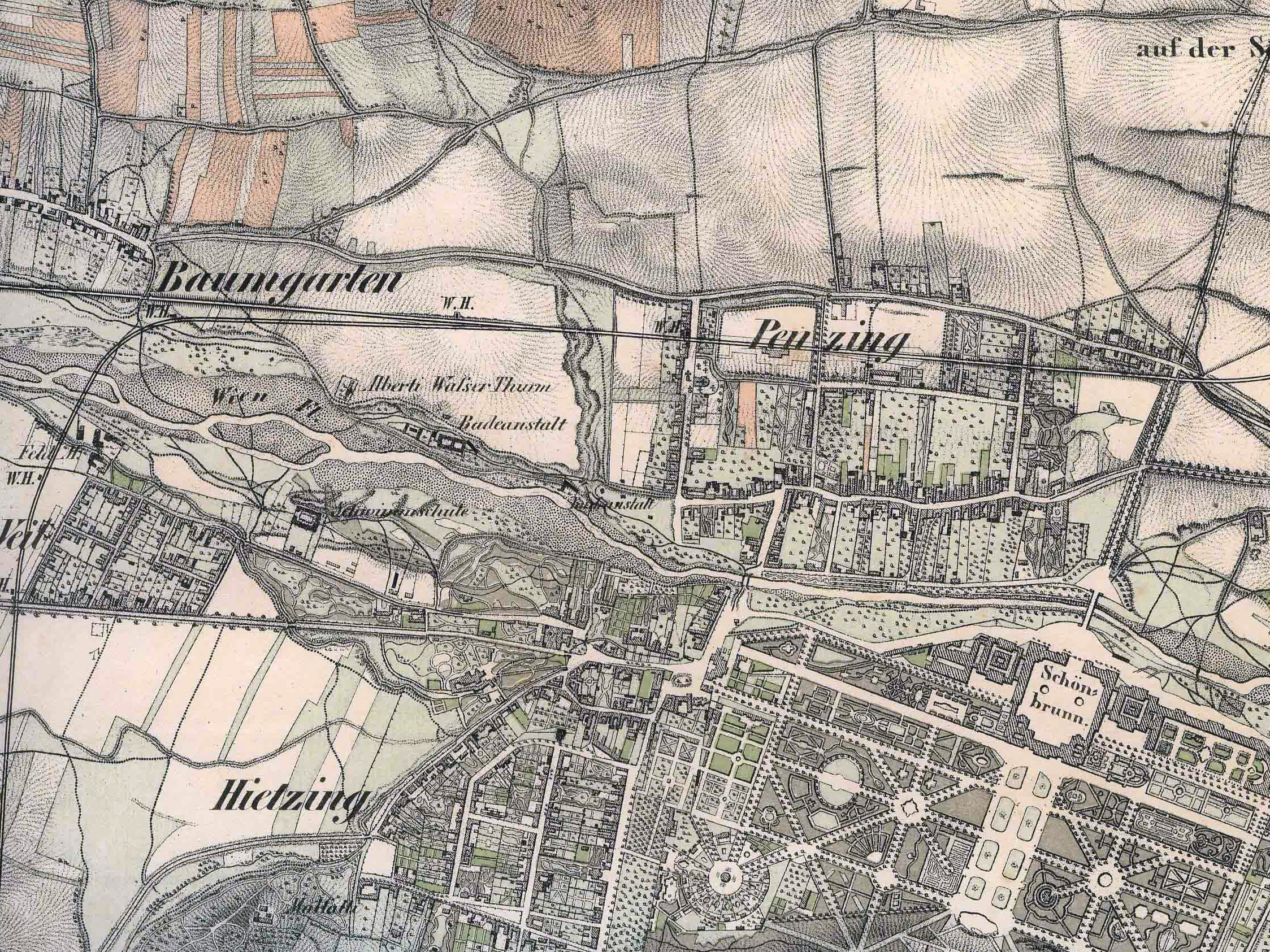
Karte von Penzing, nach 1860

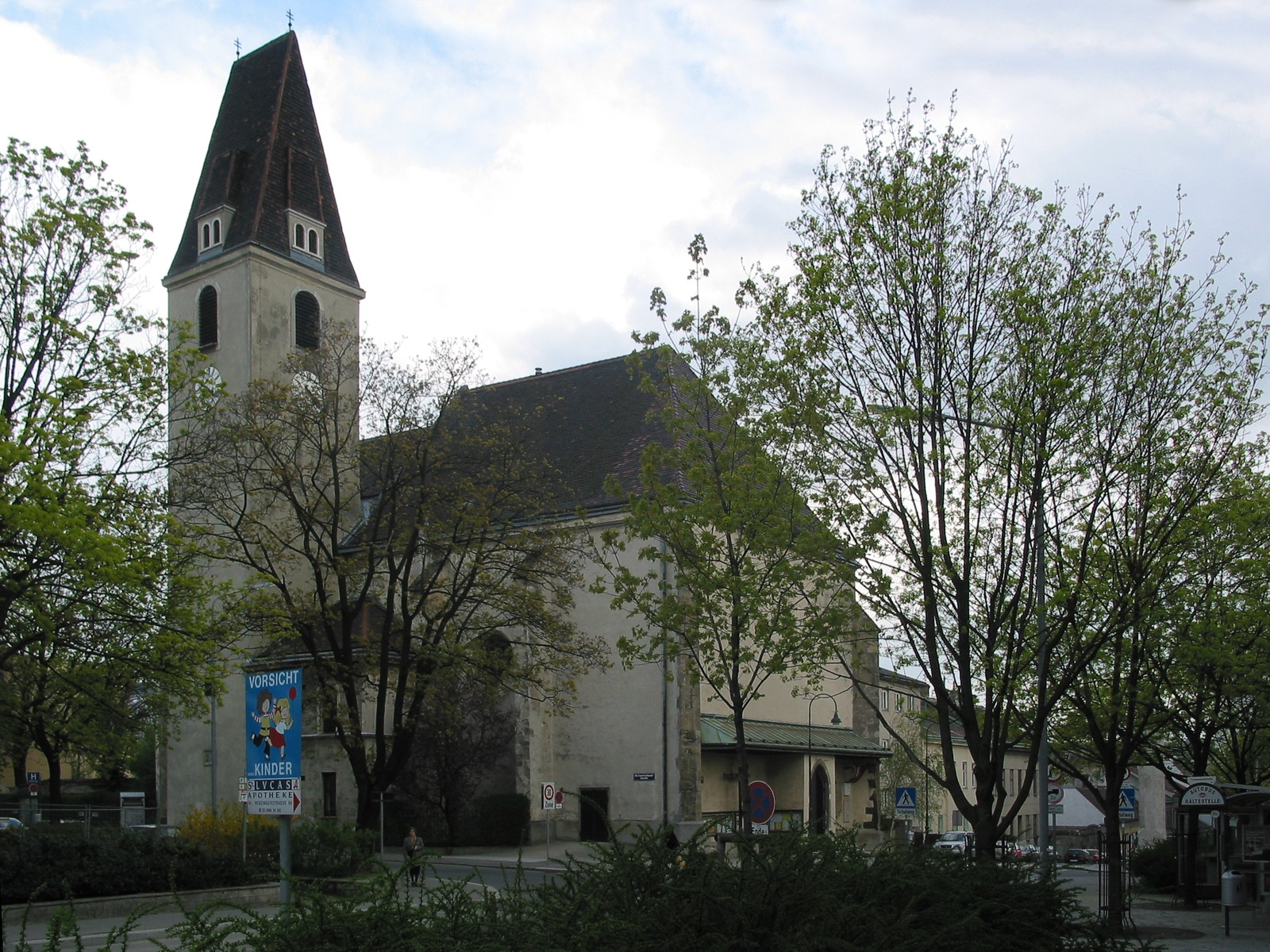
Pfarrkirche Penzing

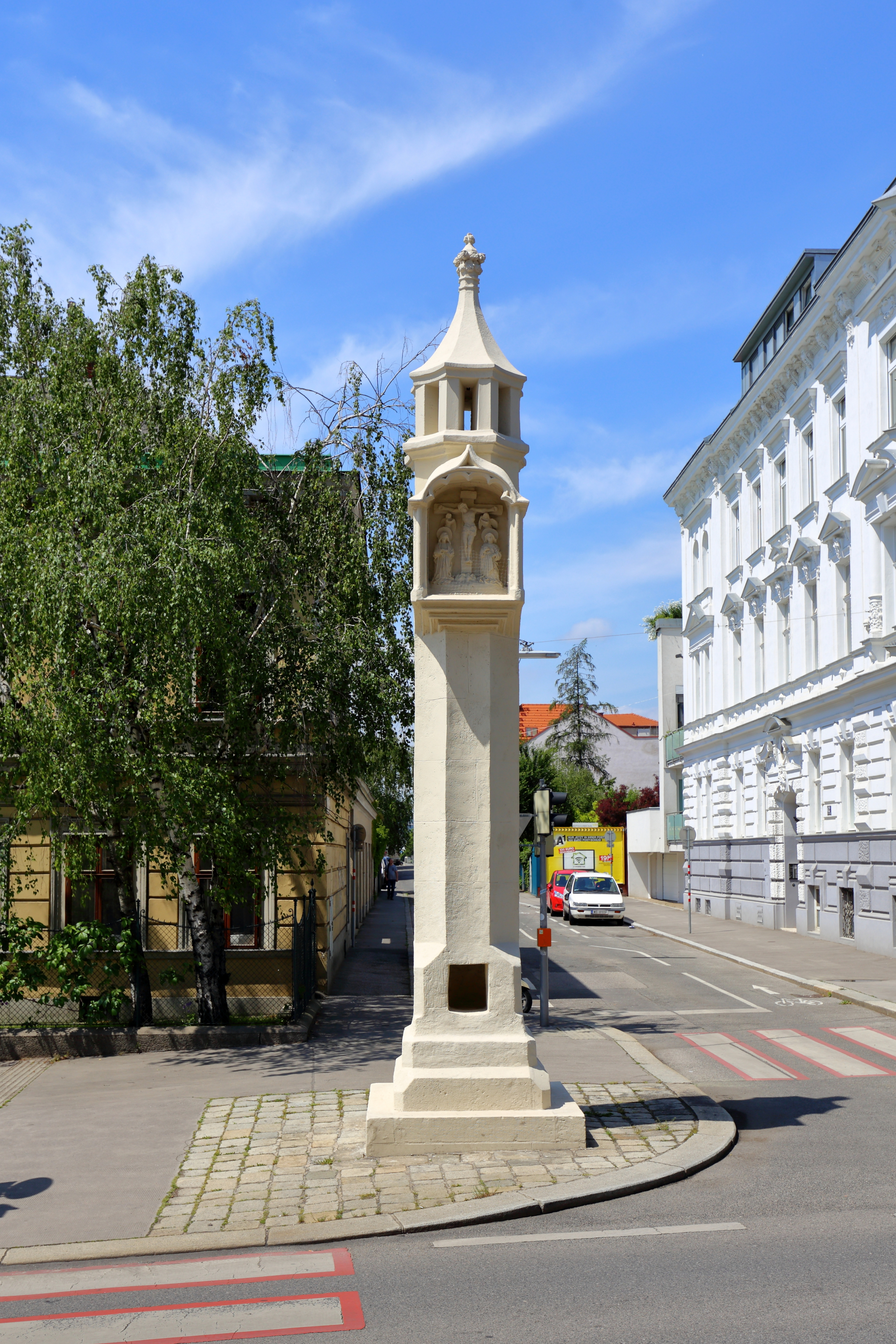
Das Wahrzeichen: Die Penzinger Lichtsäule

Penzing war von 1849 an eine eigenständige Gemeinde, die ab 1892 Teil des 13. Wiener Gemeindebezirks, Hietzing, war und 1938 an den 14. Bezirk, Penzing, kam. Penzing ist eine der 89 Wiener Katastralgemeinden.

## Geografie
Penzing liegt im Südosten des 14. Gemeindebezirks. Es grenzt im Westen an den Bezirksteil Baumgarten und im Norden an den Bezirksteil Breitensee. Östlich von Penzing liegt Rudolfsheim im 15. Gemeindebezirk Rudolfsheim-Fünfhaus und südlich, jenseits des Wienflusses, der 13. Gemeindebezirk, Hietzing. Die Katastralgemeinde Penzing erstreckt sich über eine Fläche von 192,71 ha. Da die Linie bei der Trennung zwischen 13. und 14. Bezirk strikt am rechten Ufer des Wienflusses ohne Rücksicht auf die vorher schon bestehenden Grenzen zwischen den Katastralgemeinden gezogen wurde, liegt ein Streifen der Katastralgemeinde nach wie vor im 13. Bezirk. Dies betrifft z. B. die Schönbrunner Schlossbrücke, die von der Bezirksgrenze geteilt wird, aber zur Gänze zur Katastralgemeinde Penzing gehört.

## Geschichte
An der Furt durch den Wienfluss wurde hier bereits um 800 eine Siedlung gegründet. Die Bezeichnung Penzing wird von dem Namen Benzo abgeleitet, die Siedlung wird erstmals 1130 als Pencingen urkundlich erwähnt.
Der Ortskern entwickelte sich entlang der Penzinger Straße, zuerst zwischen der Einwanggasse und der Nisselgasse. Bis zur Regulierung des Wienflusses, die in diesem Bereich erst im Jahr 1895 erfolgte, wurde Penzing immer wieder durch Überschwemmungen in Mitleidenschaft gezogen. Auch durch die Türkenbelagerungen kam es zu großen Zerstörungen. Zur Zeit der Eingemeindung in die Stadt Wien im Jahr 1891 war der Bereich zwischen Wienfluss und Linzer Straße von der Schlossallee bis zur Ameisgasse bereits ein geschlossener Ortskern, was auch auf die Nähe zum Schloss Schönbrunn zurückzuführen ist. Es erfolgten Betriebsansiedlungen, und Penzing entwickelte sich auch zu einer beliebten Sommerfrische.
Penzing gibt heute dem 14. Wiener Gemeindebezirk seinen Namen.
Ursprünglich gehörte Penzing zum 13. Bezirk (Hietzing), 1938 wurden die Hietzinger Bezirksteile nördlich des Wienflusses dem neuen 14. Bezirk Groß-Wiens zugeordnet. Bei der Gründung des 14. Bezirks kam auch ein Teil Penzings an den 15. Bezirk: es handelt sich um das Gebiet zwischen Hollergasse und Winckelmannstraße mit zwölf Häuserblöcken um den Straßenbahnhof Rudolfsheim und die bis in die 1970er-Jahre dort befindliche Zentralwerkstätte der Straßenbahnen, das gelegentlich noch „Neu-Penzing“ genannt wird. 1992 kam auch der Auer-Welsbach-Park zum 15. Bezirk, alle diese Gegenden sind nun auch im Grundbuch Teil von Rudolfsheim.

## Sehenswürdigkeiten
In Penzing sind mehrere Bereiche von der Stadt Wien als bauliche Schutzzonen definiert worden. Der Ortskern um die Penzinger Straße wird mit dem nach 1900 entstandenen Viertel um Hütteldorfer Straße und Reinlpark als Schutzzone Penzing zusammengefasst. Der Blat-Hof und der Schimon-Hof, zwei Gemeindebauten aus den 1920er-Jahren bilden jeweils eine Schutzzone. Ebenfalls eine eigene Schutzzone gibt es für das Technische Museum.
Die römisch-katholische Pfarrkirche Penzing wurde 1267 erstmals urkundlich erwähnt. Im Zuge der beiden Türkenbelagerungen 1529 und 1683 wurde sie schwer beschädigt, 1758 erfolgte ein grundlegender barocker Umbau. 1945 wurde gegen Ende des Zweiten Weltkrieges das Turmdach vernichtet, nach dem Wiederaufbau 1945/46 wurde anstelle des Zwiebeldachs ein Keildach errichtet. Gegenüber der Kirche befindet sich die Penzinger Lichtsäule, ein spätgotischer Tabernakelpfeiler aus dem 15. Jahrhundert.
In dem 1873 errichteten, alten Amtshaus befindet sich das Bezirksmuseum Penzing. Das Wohnhaus Töpfelhaus wurde etwa 1740 erbaut und ist nach seinem langjährigen Besitzer Johann Töpfel benannt.
Das Palais Cumberland ist um 1760 durch den Umbau eines älteren Palais entstanden. Das Palais wurde später nochmals verändert und teilweise abgetragen. 1867 wurde es mit einem Nachbarhaus zur Residenz von König Georg V. von Hannover umgebaut (der unter dem Titel Herzog von Cumberland in Österreich im Exil lebte). Im Palais befanden sich jahrelang Kunstsammlungen der Familie, darunter der berühmte Welfenschatz. Heute ist ein Teil des Palais Sitz des Max-Reinhardt-Seminars, ein anderer beherbergt die Tschechische Botschaft.
In der Cumberlandstraße befindet sich die evangelische Kreuzkirche, die 1930/31 erbaut wurde.

## Persönlichkeiten
- Bartolomeo Girardoni (1744–1799), Waffenschmied aus Tirol
- Natalie Bauer-Lechner (1858–1921), Bratschistin
- Eugen Fassbender (1854–1923), Architekt und Stadtplaner
- Eduard von Haerdtl (1861–1897), Astronom
- Ernst August von Hannover (1887–1953), letzter regierender Herzog von Braunschweig
- Franz Conrad von Hötzendorf (1852–1925), Feldmarschall, Chef des Generalstabs für die gesamte bewaffnete Macht Österreich-Ungarns
- Alfred von Kremer (1828–1889), Orientalist und Politiker
- Jörg Lanz von Liebenfels (1874–1954), Geistlicher, Okkultist, Hochstapler, Rassentheoretiker und Antisemit
- Johann Soelch (1883–1951), Geograph, Rektor der Universität Wien
- Otto Wagner (1841–1918), einer der prominentesten Architekten Wiens
- Ágost Zichy (1852–1925), ungarischer Reisender, Politiker und Gouverneur von Fiume